# Цеміно (Західнопоморське воєводство)
Цеміно (пол. Ciemino) — село в Польщі, у гміні Борне-Суліново Щецинецького повіту Західнопоморського воєводства.
Населення — 55 осіб (2011).

## Демографія
Демографічна структура станом на 31 березня 2011 року:
|          | Загалом | Допрацездатний вік | Працездатний вік | Постпрацездатний вік |
| -------- | ------- | ------------------ | ---------------- | -------------------- |
| Чоловіки | 25      | 2                  | 21               | 2                    |
| Жінки    | 30      | 4                  | 22               | 4                    |
| Разом    | 55      | 6                  | 43               | 6                    |